# Бахамска игуана камењарка
Cyclura rileyi је гмизавац из реда Squamata.

## Угроженост
Ова врста се сматра угроженом.

## Распрострањење
Ареал врсте је ограничен на једну државу.
Бахамска острва су једино познато природно станиште врсте.

## Подврсте
- Cyclura rileyi ssp. cristata
- Cyclura rileyi ssp. nuchalis
- Cyclura rileyi ssp. rileyi